# Lake Country
Lake Country est une municipalité de district située dans l'agglomération de Kelowna ainsi que dans le district régional de Central Okanagan en Colombie-Britannique au Canada. Au recensement de 2016, on y a dénombré 12 922 habitants.

## Situation
Lake Country se trouve sur la rive nord-est du lac Okanagan et sur la rive sud du lac Kalamalka ; elle englobe aussi le lac Wood. La municipalité est située entre les cités de Kelowna (au sud) et Vernon (au nord).

## Démographie
| 2001  | 2006  | 2011   | 2016   |
| ----- | ----- | ------ | ------ |
| 9 267 | 9 606 | 11 708 | 12 922 |

## Histoire
La région était historiquement habitée par le peuple Okanagan. Les premiers Européens découvrent les lieux au XVIIIe siècle pour la traite des fourrures. Il se développe d'abord sur le territoire de l'actuelle Lake Country des ranchs, puis des fermes.
La municipalité a été constituée le 2 mai 1995 avec la fusion de plusieurs communautés non incorporées, Winfield, Okanagan Centre, Oyama et Carr's Landing, qui forment de nos jours les quatre quartiers (ward) de Lake Country.

## Économie
La proximité de Lake Country avec Kelowna et Vernon a permis une forte croissance démographique et économique depuis sa création,.